# Neoperla tuberculata
Neoperla tuberculata är en bäcksländeart som beskrevs av Wu, C.F. 1937. Neoperla tuberculata ingår i släktet Neoperla och familjen jättebäcksländor. Inga underarter finns listade i Catalogue of Life.